# SNCF Z 21500
Het Z 21500 materieel, ook wel Z TER genoemd, is een type elektrisch treinstel van de SNCF voor TER-diensten in Frankrijk. Het materieel is de elektrische variant van de X 72500 treinstellen, welke als bijnaam X TER hebben. Hun belangrijkste eigenschap is hun mogelijkheid om 200 km/h te rijden, waarmee het het eerste TER-treinstel is dat zo snel kan.

## Beschrijving
De verschillen met de X 72500 zijn:
- De trein wordt aangedreven door vier asynchrone elektromotoren met een vermogen van 1760 kilowatt,
- De twee stroomafnemers: een voor 1,5 kV gelijkstroom en een voor 25 kV 50 Hz,
- Het lichte verschil in uiterlijk, met meer vloeiende lijnen en een rondere neus,
- Stevigere treeplanken voor de instap,
- De lage vloer in de tussenwagen (-20 cm van de dieselversie).

Zij delen ook kenmerken met het X 72500 materieel. Deze zijn:
- Een frame van RVS
- Samenstelling van drie wagons
- Mogelijkheid om tot drie treinstellen gekoppeld te rijden via de Scharfenbergkoppelingen
- Airconditioning

### Eigenschappen
|             | Motorwagens | Tussenwagen |
| ----------- | ----------- | ----------- |
| lengte      | 26,450 m    | 25,600 m    |
| Wielbasis   | 19,000 m    | 19,000 m    |
| Breedte     | 2,905 m     | 2,905 m     |
| Hoogte      | 4,218 m     | 4,218 m     |
| Leeggewicht | 56,56 ton   | 48,32 ton   |

## Diensten
- TER Bretagne: Rennes - Brest, Rennes - Quimper, Rennes - Nantes en Quimper - Nantes
- TER Pays de la Loire: Le Croisic - Nantes - Angers - Le Mans/Tours
- TER Centre: Orléans - Bourges, Orléans - Poitiers, Orléans - Limoges, Orléans - Blois - Chambord - Tours
- TER Poitou-Charentes: Poitiers - La Rochelle
- TER Aquitaine: Bordeaux - Hendaye, Bordeaux - Arcachon

## Galerij

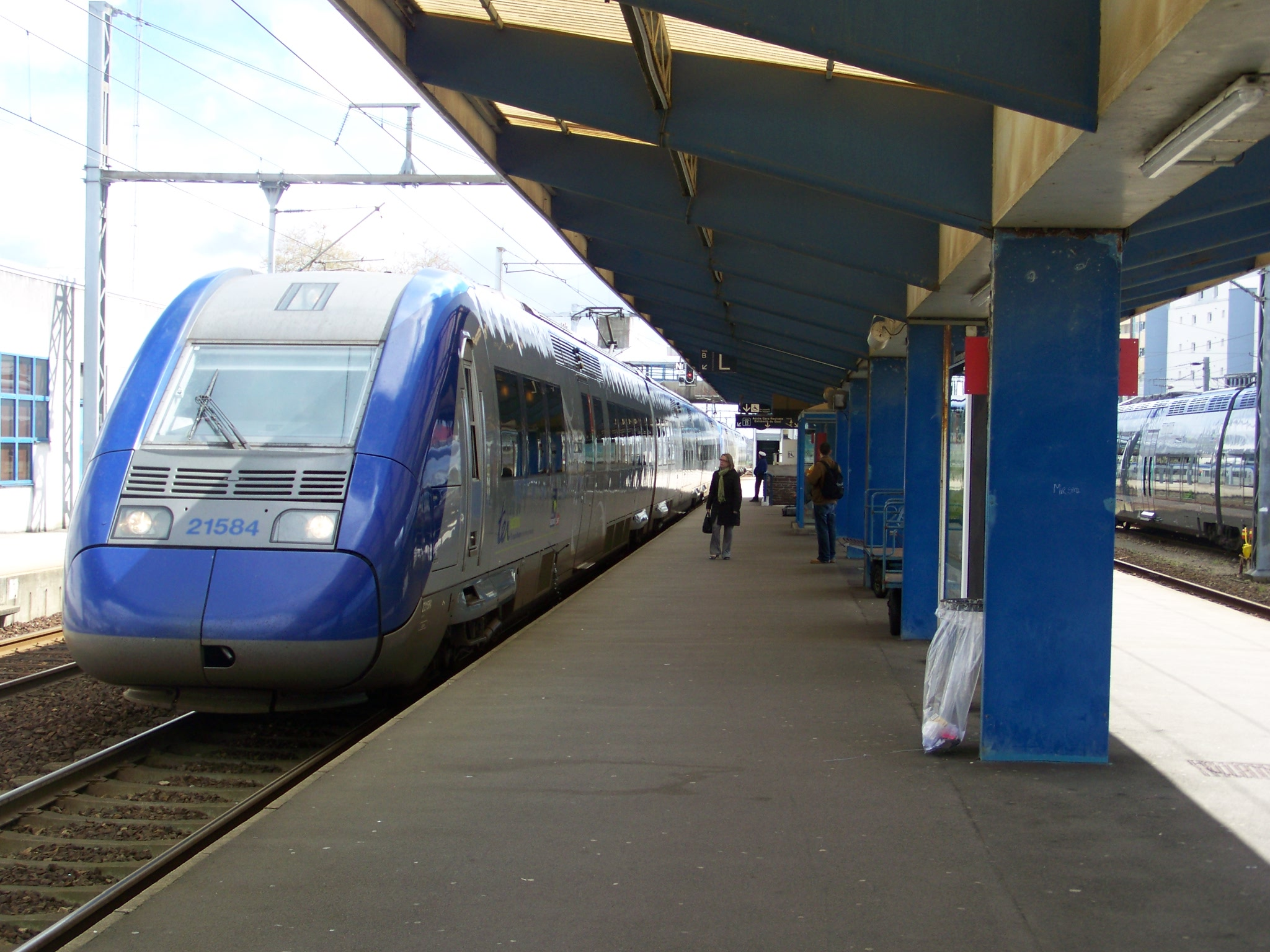
Op station Lorient
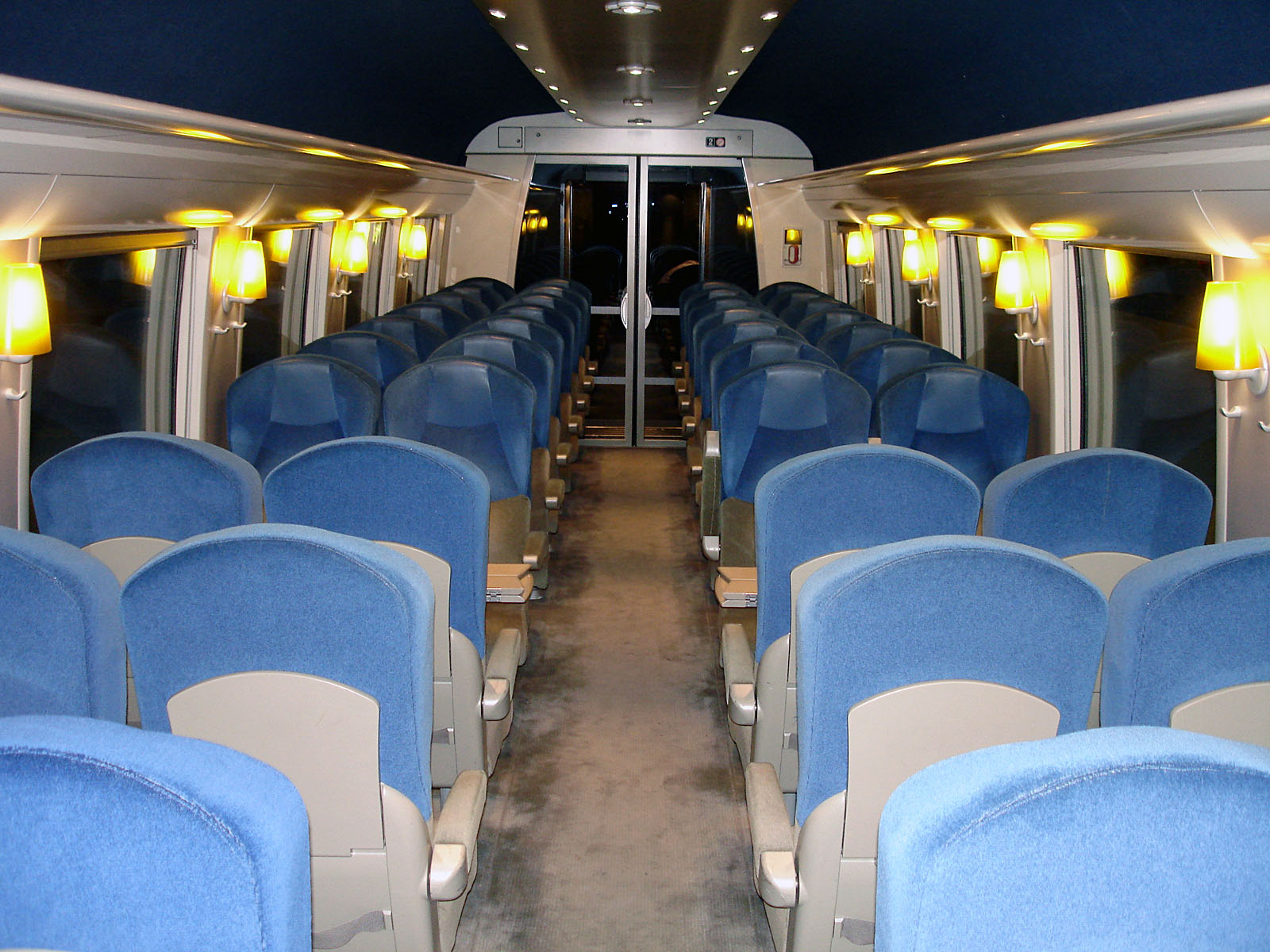
Het interieur van de tweede klas
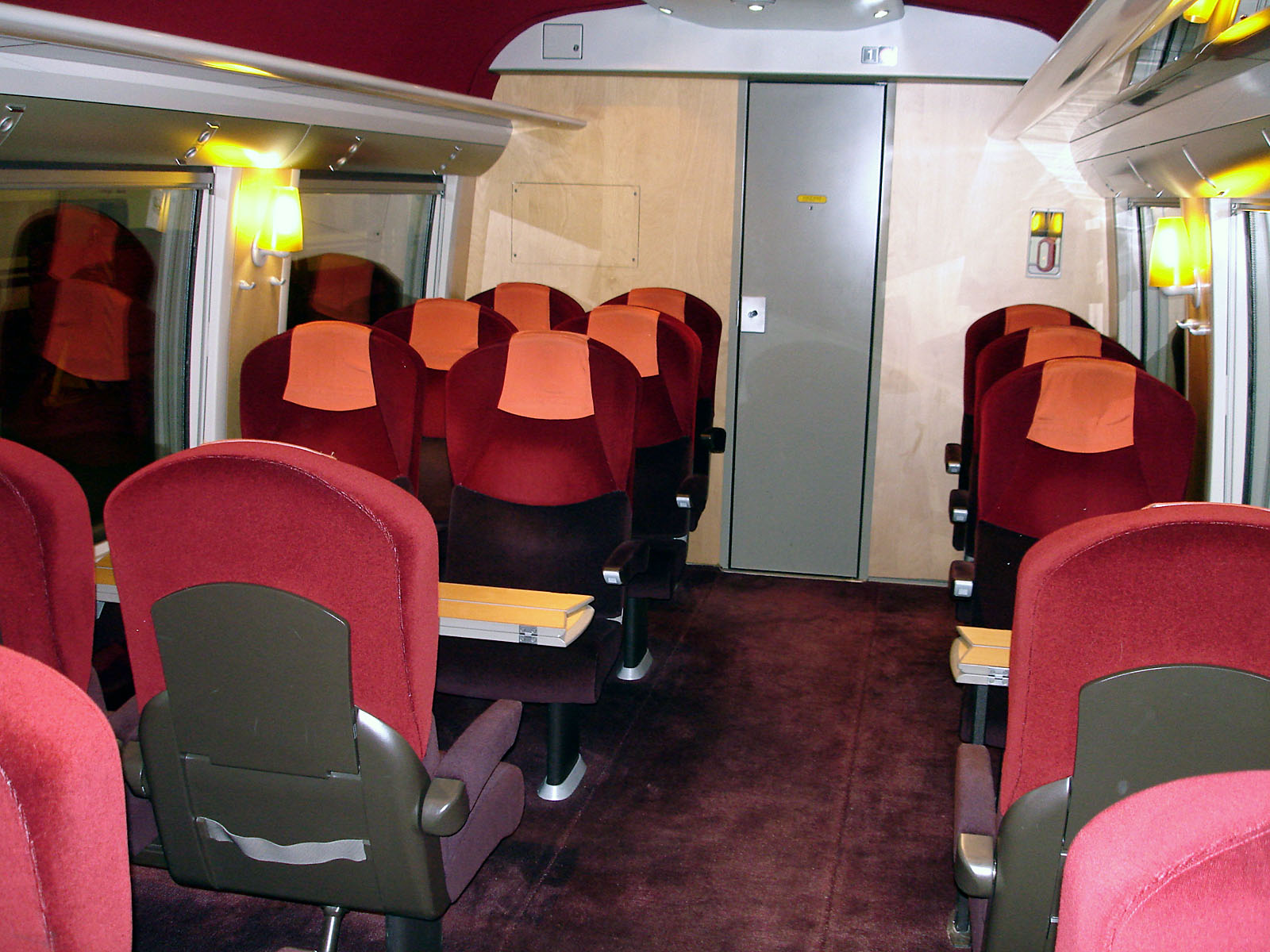
Het interieur van de eerste klas
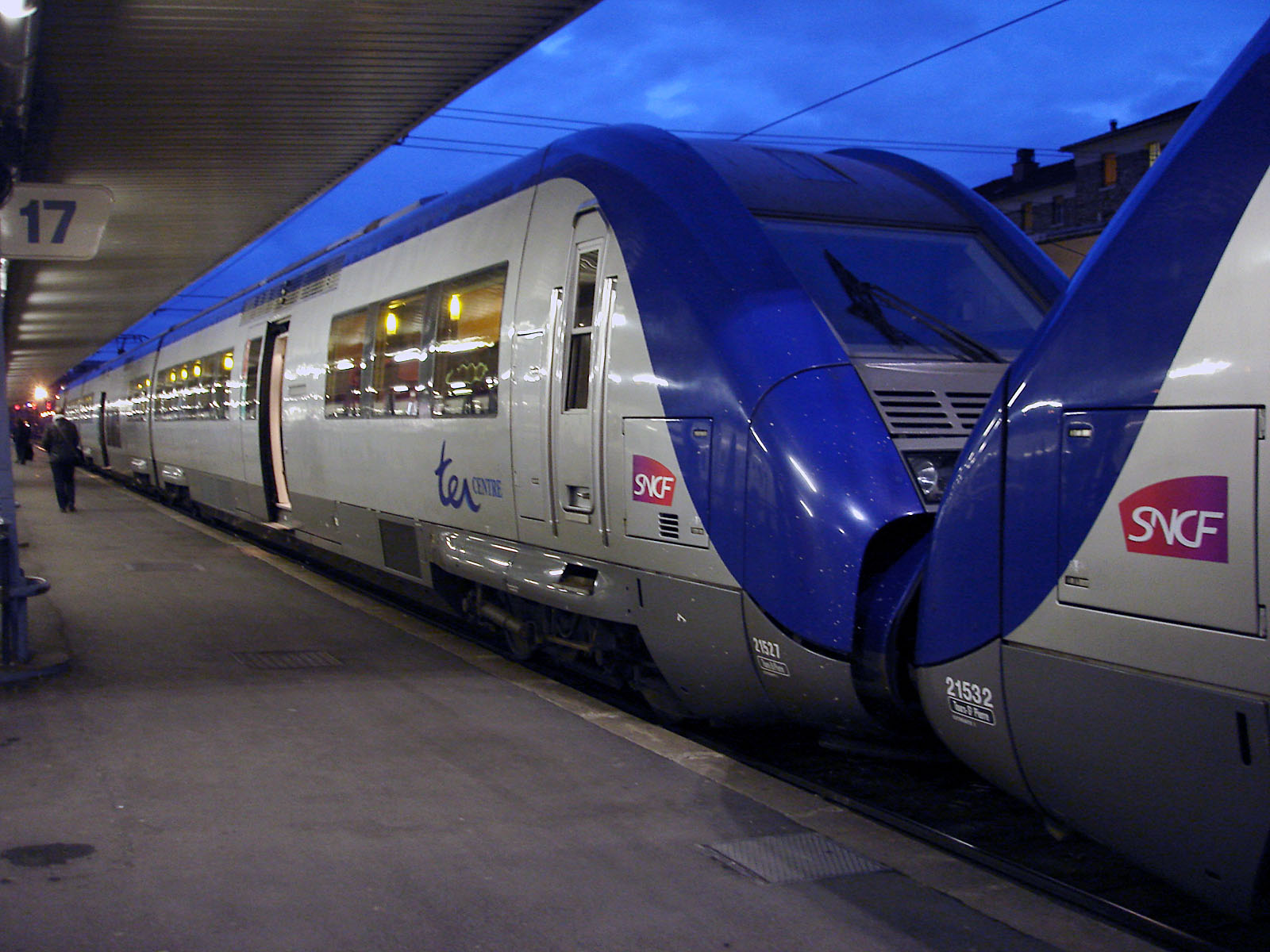
Twee gekoppelde treinstellen op station Paris Austerlitz